# Franz Wilhelm Koenigs (Fabrikant)
Franz Wilhelm Koenigs (* 8. Mai 1819 in Dülken; † 6. Oktober 1882 in Köln) war ein deutscher Kaufmann und Unternehmer.

## Leben
Koenigs Eltern waren der Dülkener Kaufmann und Rietmacher Arnold Koenigs und Maria Agnes Koenigs geb. Gierlings. 
Ab 1832 absolvierte er eine kaufmännische Lehre in der Zwirnerei seines Onkels Gerhard Mevissen. Dieser hatte Katharina Elisabeth Gierlings, die Schwester von Koenigs Mutter, geheiratet und sich vom Zwirnergesellen zum Zwirnermeister hochgearbeitet. In dem Betrieb arbeitete auch Mevissens Sohn Gustav von Mevissen, mit dem Koenigs eine enge, lebenslange Freundschaft verband. Am 12. Juli 1842 heiratete er die zehn Jahre ältere Wilhelmine Mevissen, eine Tochter von Gerhard Mevissen und damit seine Cousine. Im selben Jahr übernahm er die Geschäftsleitung der Dülkener Zwirnfabrik, aus der sich Gerhard Mevissen zurückzog. Gustav von Mevissen war bereits im Jahr zuvor nach Köln gezogen. Nach dem Tod von Gerhard Mevissen 1843 waren Koenigs und Gustav von Mevissen die einzigen paritätischen Teilhaber der Dülkener Zwirnfabrik. Ab 1844 war er zusammen mit dem Textilfabrikanten Quirin Croon und Friedrich von Diergardt Mitglied mehrerer Eisenbahnkomitees in Dülken, Gladbach und Viersen. 1854 übernahm Koenigs als Nachfolger Croons den Vorsitz der Gladbacher Handelskammer. Außerdem gehörte er bis Anfang der 1860er Jahre dem Gladbacher Handelsgericht an.
Nachdem Franz Haniel 1854 in Homberg erfolgreiche Bohrungen nach Steinkohle unternommen hatte, reichte Koenigs im März 1855 zusammen mit von Diergardt und Ferdinand Stein, dem Vater des Bergbeamten Richard Stein, ein Konzessionsgesuch für den Großraum Homberg-Moers-Rheinhausen beim Bergamt Düren ein. Nach fündigen Probebohrungen am 8. August 1855 wurde am 16. Januar 1857 durch das preußische Handelsministerium das gemutete Grubenfeld Diergardt in der Bauerschaft Rheinhausen mit der Feldgröße von 31.979.898 m² verliehen. 1872 erfolgte die Verleihung des Steinkohlenbergwerks „Wilhelmine Mevissen“ durch Feldesteilung, das nach der 1873 gestorbenen Ehefrau Koenigs benannt war. Am 23. Juni 1874 wurde das verliehene Feld durch reale Teilung in drei selbständige Einzelfelder aufgeteilt. Neben der Zeche Wilhelmine Mevissen in Bergheim-Oestrum (10.695.983 m²), die im Eigentum von Franz Wilhelm Koenigs und Mevissen war, waren dies die Zeche Diergardt in Rheinhausen-Asterlagen (10.695.979 m²) und die Zeche Fritz in Rumeln (10.695.936 m²). Die Förderung konnte erst 1912 nach dem Tod Koenigs aufgenommen werden.
Im Oktober 1856 zog Koenigs auf Wunsch von Gustav von Mevissen in dessen unmittelbare Nachbarschaft an der Sternengasse in Köln und wurde dessen Privatsekretär. Er vertrat seinen Schwager in allen wichtigen Gremien. Ab 1857 war Koenigs Mitglied der Direktion der Rheinischen Eisenbahn-Gesellschaft, deren Präsident Gustav von Mevissen seit 1844 war. Obwohl Gustav von Mevissen Koenigs 1856 bat, ihn als Direktor des A. Schaaffhausen’schen Bankvereins abzulösen, lehnte Koenigs ab. Sein Sohn Ernst Friedrich Wilhelm Koenigs übernahm diese Position später von 1873 bis 1904. Koenigs war neben der Concordia Lebensversicherung stiller Beteiligter, als Adelbert Delbrück 1857 zusammen mit Heinrich Leo die Generalagentur Delbrück Leo & Co. Bank- und Kommissionsgeschäft, Berlin gründete. Seine Beteiligung wurde 1878 vom Schaaffhausen’schen Bankverein unter Direktion seines Sohnes übernommen.
Im Verwaltungsrat des Kölner Bergwerks-Vereins trat Koenigs 1857 die Nachfolge von Mevissen an. 1869 wurde er als Nachfolger von Friedrich von Diergardt Vizepräsident des Verwaltungsrats der Kölnischen Maschinenbau-AG. Von 1870 bis 1882 gehörte Koenigs dem Verwaltungsrat der Darmstädter Bank an. Von 1874 bis 1882 war er Vorsitzender des Hörder Bergwerks- und Hütten-Vereins. Ab 1880 war er zudem der Präsident des Verwaltungsrats der Banque internationale à Luxembourg.
Koenigs hatte sechs Kinder, darunter die Bankiers Ernst Friedrich Wilhelm Koenigs und Felix Koenigs, die Mäzenin Elise Koenigs, den Chemiker Wilhelm Koenigs und den Verwaltungsbeamten Richard Koenigs. Koenigs starb 1882 im Alter von 63 Jahren und wurde in der Familiengruft auf dem Kölner Melaten-Friedhof beigesetzt.